# 채색옷

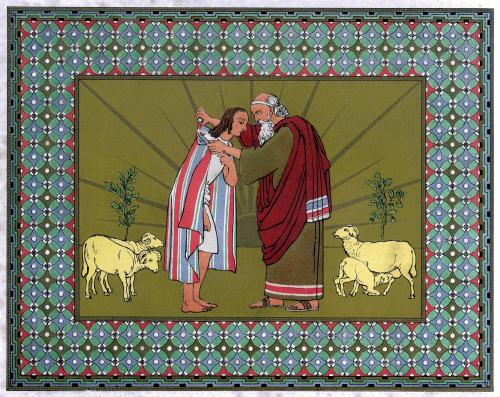
야곱이 요셉을 축복하며 옷을 주는 모습.

히브리어 성경에서 채색옷, 즉 케토네트 파심(성경 히브리어: כְּתֹנֶת פַּסִּים, 로마자: kəṯoneṯ passim)은 성경 속 요셉이 소유했던 옷의 이름이다. 이 옷은 그의 아버지 야곱이 바이셰브(창세기 37장)에서 요셉에게 준 것이다.

## 성경 이야기

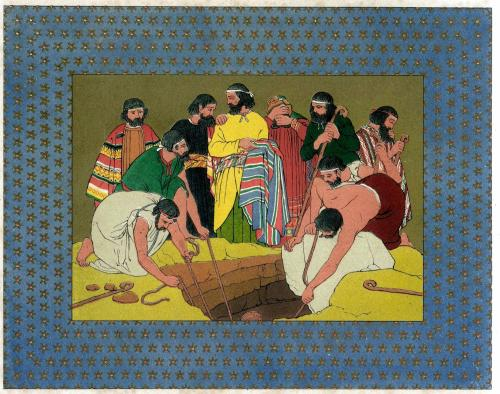
요셉은 구덩이에 던져지는 모습.

요셉의 아버지 야곱(이스라엘이라고도 함)은 요셉을 총애하여 요셉에게 그 옷을 선물로 주었다. 그 결과, 요셉의 형들은 야곱을 시기했고, 그 특별한 옷을 요셉이 가족의 지도자가 될 징조로 여겼다. 요셉이 모든 형들이 자신에게 절하는 두 가지 꿈(창세기 37:11)을 이야기하자 형들의 의심은 커졌다. 이 이야기에 따르면, 요셉의 형들은 그가 17살이었을 때 그를 해칠 음모를 꾸몄고, 큰형 르우벤이 개입하지 않았다면 그를 죽였을 것이다. 그는 요셉을 구덩이에 던져 넣도록 설득하고, 나중에 몰래 구해낼 계획을 세웠다. 그러나 르우벤이 없는 동안 다른 형제들은 요셉을 이스마엘 상인들에게 팔아넘길 계획을 세웠다. 지나가던 미디안 사람들이 도착하자, 형제들은 요셉을 끌고 가서 상인들에게 은전 20개를 받고 팔았다. 그리고 요셉의 겉옷에 염소 (동물) 피를 묻혀 아버지에게 보여 주며, 요셉이 사자에게 찢겼다고 말했다.